# Eerste Kamerverkiezingen 1850
De Eerste Kamerverkiezingen 1850 waren Nederlandse verkiezingen voor de Eerste Kamer der Staten-Generaal. Zij vonden plaats op 27 september 1850.
De verkiezingen waren noodzakelijk geworden door de ontbinding van de Eerste Kamer nadat de Kieswet was ingevoerd. Bij deze verkiezingen kozen de leden van Provinciale Staten - die bij de Statenverkiezingen in augustus/september 1850 gekozen waren - in elf kiesgroepen naar provincie een geheel vernieuwde Eerste Kamer van 39 leden.
De verkiezingen waren de eerste in de geschiedenis waarbij de leden van de Eerste Kamer niet door de Koning werden aangewezen.
De uitslag van de verkiezingen was als volgt:
| Groepering                | Zetels | Zetels | Zetels | Zetelverdeling naar provincie | Zetelverdeling naar provincie | Zetelverdeling naar provincie | Zetelverdeling naar provincie | Zetelverdeling naar provincie | Zetelverdeling naar provincie | Zetelverdeling naar provincie | Zetelverdeling naar provincie | Zetelverdeling naar provincie | Zetelverdeling naar provincie | Zetelverdeling naar provincie |
| Groepering                | 1849   | 1850   | +/-    | Gr                            | F                             | D                             | O                             | Ge                            | U                             | NH                            | ZH                            | Z                             | NB                            | L                             |
| ------------------------- | ------ | ------ | ------ | ----------------------------- | ----------------------------- | ----------------------------- | ----------------------------- | ----------------------------- | ----------------------------- | ----------------------------- | ----------------------------- | ----------------------------- | ----------------------------- | ----------------------------- |
| gematigde liberalen       | 16     | 18     | +2     | 1                             | 1                             |                               |                               | 3                             | 1                             | 2                             | 3                             |                               | 4                             | 3                             |
| conservatieven            | 15     | 11     | -4     |                               | 1                             | 1                             | 1                             | 2                             | 1                             | 2                             | 1                             | 2                             |                               |                               |
| liberalen                 | 6      | 7      | +1     | 1                             | 1                             |                               | 2                             |                               |                               |                               | 2                             |                               | 1                             |                               |
| conservatief-protestanten | 2      | 3      | +1     |                               |                               |                               |                               |                               |                               | 2                             | 1                             |                               |                               |                               |
| totaal                    | 39     | 39     | 0      | 2                             | 3                             | 1                             | 3                             | 5                             | 2                             | 6                             | 7                             | 2                             | 5                             | 3                             |

## Gekozenen
Bij deze verkiezingen waren alle 39 leden aftredend, van wie 23 herkozen werden. De stemmingen voor de overige vacatures hadden de volgende resultaten:
- Door Provinciale Staten van Groningen werd in eerste instantie H.J. Meijer gekozen in de vacature ontstaan door het aftreden van Jan Fresemann Viëtor (gematigde liberalen) die aangegeven had niet herkiesbaar te zijn. Meijer besloot zijn benoeming niet te aanvaarden. In een tweede stemming werd Coos Cremers (liberalen) gekozen.
- Door Provinciale Staten van Groningen werd Johan de Sitter (gematigde liberalen) gekozen die de aftredende afgevaardigde Herman Engelkens (conservatieven) versloeg met 23 tegen 19 stemmen.
- Door Provinciale Staten van Friesland werd in eerste instantie Jan Lycklama à Nijeholt gekozen die de aftredende afgevaardigde Sjuck van Welderen Rengers (gematigde liberalen) versloeg met 23 tegen 19 stemmen. Lycklama à Nijeholt besloot zijn benoeming niet te aanvaarden. In een tweede stemming werd Tjaard van Andringa de Kempenaer (conservatieven) gekozen; hij behaalde 18 van de 34 uitgebrachte stemmen.
- Door Provinciale Staten van Friesland werd Frans van Eysinga (liberalen) gekozen in de vacature ontstaan door het aftreden van Louis van Limburg Stirum, die niet meer verkiesbaar was in verband met zijn benoeming als Commissaris des Konings in Groningen.
- Door Provinciale Staten van Overijssel werd Isaäc van Roijen (liberalen) gekozen in de vacature ontstaan door het aftreden van Arnoldus Vos de Wael (gematigd liberalen) die aangegeven had niet herkiesbaar te zijn.
- Door Provinciale Staten van Gelderland werd Cornelis van Rhemen van Rhemershuizen (gematigde liberalen) gekozen die de aftredende afgevaardigde Cornelis van Lidth de Jeude versloeg.
- Door Provinciale Staten van Gelderland werd in eerste instantie de aftredende afgevaardigde Hendrik van Heeckeren van Enghuizen (conservatieven) herkozen. Deze zag echter om gezondheidsredenen af van zijn herbenoeming. Vervolgens werd op 11 oktober 1850 in de ontstane vacature Cornelis van Lidth de Jeude (gematigde liberalen) benoemd.
- Door Provinciale Staten van Noord-Holland werd Frederik Bosch van Drakestein (conservatieven) gekozen in de vacature ontstaan door het aftreden van Barthold van Verschuer die aangegeven had niet herkiesbaar te zijn.
- Door Provinciale Staten van Noord-Holland werd Cornelis van Foreest (conservatief-protestanten) gekozen die de aftredende afgevaardigde Christiaan Diemont (gematigde liberalen) versloeg na drie stemmingsronden.
- Door Provinciale Staten van Noord-Holland werd Jan van Wessem (gematigde liberalen) gekozen in de vacature ontstaan door het aftreden van Jan Corver Hooft die aangegeven had niet herkiesbaar te zijn.
- Door Provinciale Staten van Zuid-Holland werd Abraham Boxman (gematigde liberalen) gekozen in de vacature ontstaan door het aftreden van Mari Hoffmann (conservatief-protestanten) die zich niet herkiesbaar had gesteld vanwege zijn verkiezing tot lid van de Tweede Kamer.
- Door Provinciale Staten van Zuid-Holland werd Willem de Brauw (conservatief-protestanten) gekozen in de vacature ontstaan door het aftreden van Pieter Taets van Amerongen (conservatieven) die zich niet herkiesbaar had gesteld vanwege zijn verkiezing tot lid van de Tweede Kamer.
- Door Provinciale Staten van Zuid-Holland werd Abram van Rijckevorsel (gematigde liberalen) gekozen in de vacature ontstaan door het aftreden van Daniël Gevers van Endegeest (conservatieven) die zich niet herkiesbaar had gesteld vanwege zijn verkiezing als lid van de Tweede Kamer.
- Door Provinciale Staten van Zuid-Holland werd Anthony van Weel (liberalen) gekozen die de aftredende afgevaardigde René Groeninx van Zoelen (gematigde liberalen) versloeg na staken der stemmen en loting.
- Door Provinciale Staten van Noord-Brabant werd Frederik de Bruijn (gematigde liberalen) gekozen die de aftredende afgevaardigde Jacobus van Mierlo (liberalen) versloeg met 24 tegen 2 stemmen.
- Door Provinciale Staten van Noord-Brabant werd Hermanus van den Dries (gematigde liberalen) gekozen die de aftredende afgevaardigde Leonardus Lightenvelt (conservatieven) versloeg met 25 tegen 5 stemmen.
- Door Provinciale Staten van Limburg werd Louis de Villers de Pité (gematigde liberalen) gekozen in de vacature ontstaan door het aftreden van Gerardus de Rijk (liberalen) die aangegeven had niet herkiesbaar te zijn.

De zittingsperiode van de Eerste Kamer ging in op 7 oktober 1850. De zittingstermijn van leden van de Eerste Kamer bedroeg wettelijk negen jaar.
*1850 · 1853 · 1856 · 1859 · 1862 · 1865 · 1868 · 1871 · 1874 · 1877 · 1880 · 1883 · *1884 · 1887 (I) · *1887 (II) · *1888 · 1890 · 1893 · 1896 · 1899 · 1902 · *1904 · 1907 · 1910 · 1913 · 1916 · *1917 · 1919 · *1922 · *1923 · 1926 · 1929 · 1932 · 1935 · *1937 · *1946 · *1948 · 1951 · *1952 · 1955 · *1956 (I) · *1956 (II) · 1960 · *1963 · 1966 · 1969 · *1971 · 1974 · 1977 · 1980 · *1981 · *1983 · *1986 · 1987 · 1991 · 1995 · 1999 · 2003 · 2007 · 2011 · 2015 · 2019 · 2023

* algemene verkiezingen in verband met vervroegde ontbinding van de Eerste Kamer

vanaf 1987 bedraagt de vaste zittingstermijn van de Eerste Kamer vier jaar